# Villetta Barrea
Villetta Barrea är en ort och kommun i provinsen L'Aquila i regionen Abruzzo i Italien. Kommunen hade 618 invånare (2018).